# Libiofenicios
Libiofenicios o libio-fenicios (griego: Λιβυøοινικων, latín: Libyphoenices) es el nombre genérico que recibían ciertos pueblos del norte de África, asentados principalmente en las tierras y colonias pertenecientes al Imperio Cartaginés, por parte de las fuentes clásicas.

## Trasfondo
En el período comprendido entre finales del siglo VI y principios del siglo V AC, el imperio cartaginés desarrolló una política de expansión sustentada en la formación de colonias en la zona del centro oeste del Mediterráneo, fundamentalmente en el norte de África, en Libia. Las colonias creadas en esta etapa permitían consolidar el dominio de Cartago sobre sus antiguas fundaciones y expandirse hacia territorios fuera de África, como Sicilia, Cerdeña, Ibiza y el sur de la península ibérica. Esta política de expansión se hizo efectiva mediante el desplazamiento de numerosos campesinos y pobres con destinos agrícolas.

## Historia
El término "libiofenicios" aparece citado por Polibio y luego por Livio en sus relaciones de las tropas que Aníbal Barca dejó a su hermano Asdrúbal en la península ibérica antes de partir hacia Italia. Entre estos contingentes, que incluían vasallos y mercenarios de origen ilergete, númida, ligur, balear y de pueblos africanos, se cuentan 450 jinetes libiofenicios, que Livio interpreta como una raza mixta. El término en sí parece provenir de la traducción al griego de un vocablo púnico, figurante en la estela conmemorativa en ambos idiomas que Aníbal habría dejado en el templo de Hera Licinia.
Más tarde, en el contexto de las Guerras Lusitanas, Apiano habla de una serie de pueblos del sur de la península, los "blastofenicios", que habrían sido desplazados allí por Aníbal desde Libia como colonos. Estos pueblos, presumiblemente los mismos que los anteriormente mencionados, se habían sometido a Roma después de la segunda guerra púnica junto con el resto del país, y recibirían su nombre de haber sido asentados en el territorio de los bástulos, tentativamente identificados con los bastetanos, o bien con otros pueblos de las columnas de Hércules.

## Identificación
Las referencias histórican no ofrecen luz sobre qué debe entenderse étnicamente por libiofenicios o blastofenicios. Livio afirma de los primeros que se trataba de una raza mestiza de origen tanto libio como púnico, pero esto podría haber obedecido en realidad a una confusión generada por el propio término por parte de un cronista poco familiarizado con ello. Se ha propuesto que el nombre podría referirse en su lugar a fenicios originalmente asentados en terreno libio, igual que los propios cartagineses, que habrían estado sujetos a dominio de Cartago. Sin embargo, el mestizaje podría haber sido común, especialmente en la península ibérica.